# Combat du 6 novembre 1794
Le combat du 6 novembre 1794 ou combat du 16 Brumaire an III dans le calendrier républicain, en anglais : Action of 6 November 1794, est une bataille navale qui oppose la 6 novembre 1794 au large des îles Sorlingues, une escadre française placée sous les ordres de Joseph-Marie Nielly à deux vaisseaux de ligne britanniques de 74 canons revenant de Gibraltar après y avoir escorté un convoi de navires marchands.
Les frégates françaises de l'escadre localisent les vaisseaux britanniques au levé du jour, et les prennent en chasse à 6 h 45. À 11 h 0 du matin, le HMS Canada parvient à distancer ses poursuivants et à s'échapper. Quant au HMS Alexander, il réussit à endommager le gréement du Droits de l'Homme et le contraint à cesser un temps le combat, mais Le Marat vient se positionner derrière l’Alexander et le balaye de son feu, permettant au Jean Bart de se rapprocher et de décharger ses bordées de près. Gravement endommagé, l’Alexander abaisse son pavillon.

## Forces en présence
| - Tigre (Joseph-Marie Nielly) - Droits de l'Homme - Marat - Pelletier - Jean Bart - Charente (frégate) - Fraternité (frégate) - Gentille (frégate) - Papillon (brick-corvette) |  | - HMS Alexander, (Richard Rodney Bligh (en)) - capturé - HMS Canada, (Charles Powell Hamilton (en)) |

## Source
- (en) Cet article est partiellement ou en totalité issu de l’article de Wikipédia en anglais intitulé « Action of 6 November 1794 » (voir la liste des auteurs).